# Џеферс (Минесота)
Џеферс (енгл. Jeffers) град је у америчкој савезној држави Минесота.

## Демографија
По попису из 2010. године број становника је 369, што је 27 (-6,8%) становника мање него 2000. године.
| Група             | 2000.       | 2010.       |
| Белци             | 391 (98,7%) | 331 (89,7%) |
| Афроамериканци    | 0 (0,0%)    | 0 (0,0%)    |
| Азијати           | 1 (0,3%)    | 1 (0,3%)    |
| Хиспаноамериканци | 1 (0,3%)    | 26 (7,0%)   |
| Укупно            | 396         | 369         |